# Betta pi
Betta pi — тропічний прісноводний вид риб з родини осфронемових (Osphronemidae), підродина макроподових (Macropodusinae).
Був описаний 1998 року. Назву отримав за темну позначку на горлі, що має форму грецької літери π (пі).
B. pi — це найбільший вид бійцівських рибок (тайською: плакат, Plakat), що водяться в Таїланді. Тому тайці називають її плакат-чанг (Plakat Chang), чанг тайською означає «слон».
Член групи видів В. waseri. Це група дуже схожих між собою великих бійцівських рибок з невиразним забарвленням, ідентифікація яких базується на характері малюнку на горлі. Група включає B. waseri, B. hipposideros, B. tomi, B. spilotogena, B. chloropharynx, B. pi, B. renata, B. pardalotos, B. omega.
Для B. pi було визначено повний мітохондріальний геном, який містить 37 генів та контрольну область.

## Опис
Максимальний розмір: 9,0 см стандартної (без хвостового плавця) довжини. Довжина голови становить 32,3-34,4 %, висота тіла біля спинного плавця 26,4-29,7 %, а висота хвостового стебла 16,3–18,4 % стандартної довжини.
32-33 бічних луски, 9,5-10 поперечних лусок. Хребців 31-33.
У спинному плавці 8-10 променів, в анальному 30-32 промені (1-2 твердих і 28-31 м'яких). Предорсальна (до початку спинного плавця) довжина становить 62,7-67,2 %, преанальна (до початку анального) 44,3-47,8 %, довжина основи анального плавця 53,0-57,5 %, довжина черевних плавців 32,2-41,9 % стандартної довжини.
B. pi доволі схожа з Betta waseri, основне забарвлення коричнювате. Характерною ознакою виду є чорне маркування на губах та горлі, яке за формою нагадує грецьку літеру «π». Його можна побачити навіть у молоді, але на жаль ця позначка помітна не в усіх риб, все залежить від їхнього настрою та кондицій. На зябрових кришках присутньо кілька чорних цяток, нижній край зябрових кришок чорний. Анальний плавець має чіткий і широкий темно-синій зовнішній край.
Самці стрункіші за самок, мають довші черевні плавці й загострений хвостовий плавець. Самки відрізняються округлим черевом.

## Поширення
Betta pi живе найдалі на північ серед усіх членів групи видів B. waseri. Водиться на півдні Таїланду, в прикордонному з Малайзією районі провінції Наратхіват. Очікується, що вид зустрічається також по той бік кордону, в малайзійському штаті Келантан. Орієнтовна площа ареалу поширення становить 1781 км².
Всі відомі зразки походять з лісових торфових боліт. Betta pi зустрічається в добре затінених струмках. Дно, як правило, вкрите опалим листям, корчами та іншими залишками рослин, які утворюють глибокий (до 130 см) шар дуже м'якого ґрунту. Відкритої води тут мало. Вода містить багато танінів, а показник pH знаходиться в межах 5-6.
Betta pi оцінюється як вид, що перебуває під загрозою вимирання, через обмежене поширення, а також осушення торфових боліт і створення на їхньому місці великих плантацій каучуку та олійної пальми, що руйнує середовища існування місцевих риб. Поточні тенденції чисельності популяції виду невідомі. Жодних заходів, спрямованих на його збереження, не відомо.

## Утримання в акваріумі
На жаль, Betta pi має не дуже гарне забарвлення, а відсутність кольорів робить цю рибу недостатньо привабливою для багатьох акваріумістів. Тому Betta pi рідко зустрічається в акваріумах. Багато акваріумістів також бояться тримати цих риб через їхній розмір, вони займаються дрібнішими видами. Самці Betta pi можуть виростати до 10 см завдовжки, самки трохи менші. Цим рибам потрібні великі акваріуми, не менше 100 см завдовжки, їхня висота менш важлива, вона може становити від 20 до 30 см. Цінують густу рослинність, де вони можуть заховатися. Добре покласти в акваріум корча й прикріпити до нього таїландську папороть та яванський мох, ці рослини поглинають з води нітрити, а також створюють для риб схованки. Схованкою може служити також горщик для квітів.
Betta pi добре підходить до спокійного акваріумного товариства, її можна тримати разом з іншими чорноводними видами з того ж регіону, наприклад, з перлинними гурамі або расборами. Рибки дуже цікаві, вони активні й допитливі, здається, що вони граються й досліджують територію. Вони впізнають господаря, під час годівлі їх можна гладити.
Betta pi їсть майже все, що їй пропонують, бере личинок комарів усіх типів, а також дорослих артемій та мізид. Рекомендується чергувати заморожені продукти та живі корми.
Хоча в акваріумі ці рибки можуть жити за вищих показників рН, ніж у природі, для розведення воду рекомендується підкислювати. У Таїланді з цією метою використовують сухе листя індійського мигдаля, а частіше сухе бананове листя, в Європі можна брати сухе листя дуба. Риби розводились, коли жили в 30-літровому акваріумі за великої кількості яванського моху, папороті та вивареного торфу, вода мала приємний бурштиновий колір, показник рН становив 6,4, а твердість 120 ppm.
Батьківське піклування полягає в інкубації ікри в роті. Риби починають нереститися, як тільки досягають дорослого віку. Нерест — це найпростіша частина в розведенні Betta pi, проблема полягає в отриманні мальків. Самці часто на третій день інкубації ковтають кладку. Якщо самець успішно виношує потомство, то вже за 28 днів він може нереститися знову. Дорослі риби не чіпають мальків. Мальки ростуть помірно і досягають повного розміру дорослої особини приблизно за рік.

## Відео
- betta pi на YouTube by Abu Adeeb
- Wild type Bettas - Betta pi на YouTube by tihbar
- Betta Pi - The arithmetic betta на YouTube by Productionspiranha